# David Sibeko

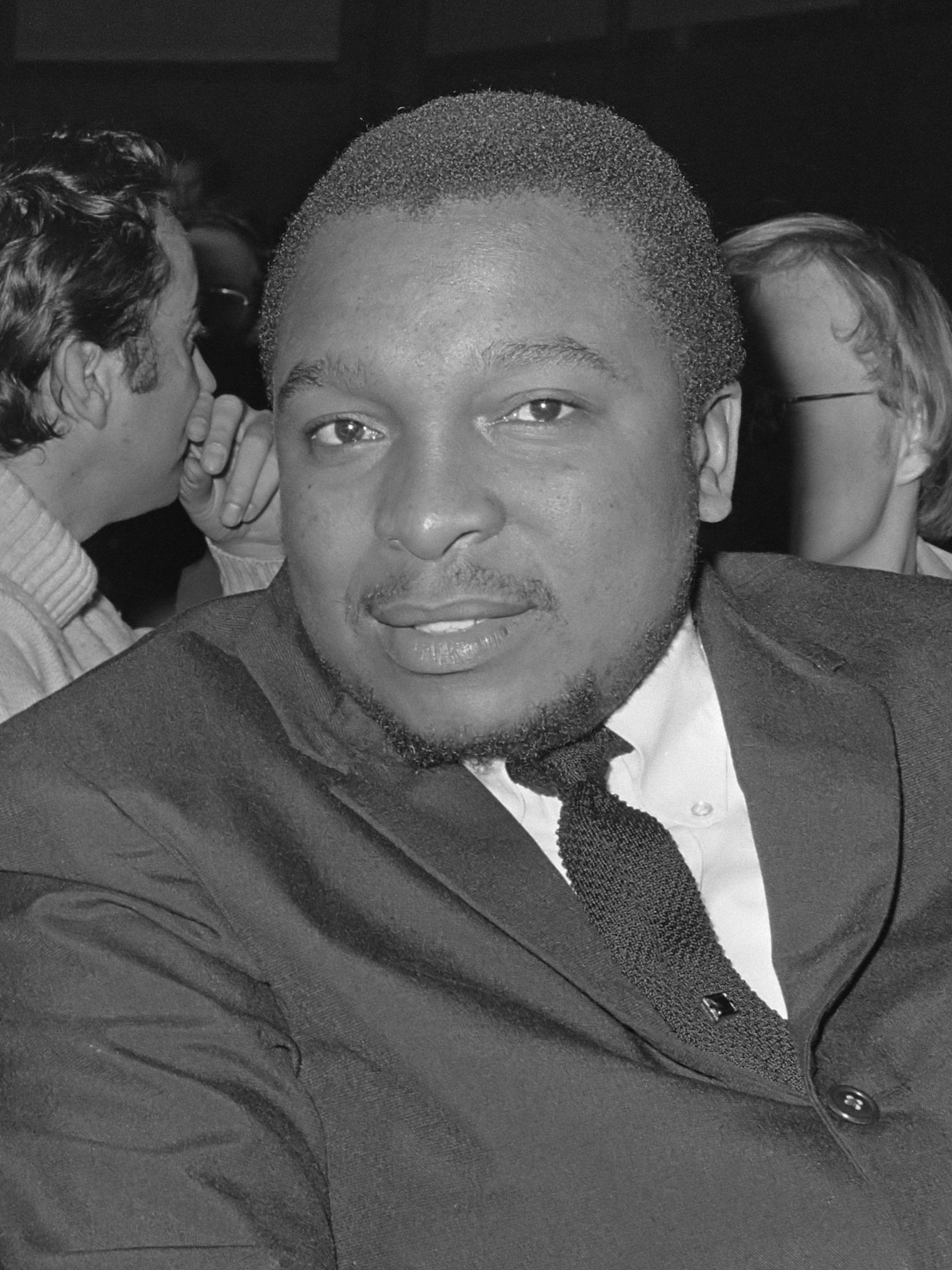
David Sibeko (1969)

David Bambatha Maphgumzana Sibeko (* 26. August 1938 in Sophiatown, Johannesburg; † 12. Juni 1979 in Daressalam) war ein südafrikanischer Politiker und Journalist. Er war führendes Mitglied des Pan Africanist Congress (PAC).

## Leben
Sibeko wuchs im Johannesburger Stadtteil Sophiatown auf, wo er die St. Cyprian’s Anglican School besuchte. Er wechselte zur Johannesburg Bantu High School (später: Western High School). Anschließend erhielt er eine Anstellung als Telefonist bei der Zeitschrift Drum. Dort wurde er bald Reporter. 1958 verließ er die Redaktion und arbeitete als Versicherungsvertreter. Im Jahr 1960 trat er dem kurz zuvor gegründeten Pan Africanist Congress (PAC) bei; schon bald wurde er Vorsitzender (chairperson) des Bezirks Vaal River. Im selben Jahr kehrte er als Kolumnist zu Drum zurück und begann für die ebenfalls in Johannesburg erscheinende Golden City Post zu schreiben.
1963 wurde Sibeko sieben Monate wegen Verstoßes gegen den Sabotage Act inhaftiert. Nach seiner Haftentlassung verließ er Südafrika und schloss sich den im Exil lebenden PAC-Mitgliedern in Tansania an. Er wurde in die Volksrepublik China gesandt, um einen Kurs in „revolutionärem Journalismus“ zu belegen. Nach seiner Rückkehr wurde er oberster Repräsentant des PAC für Ostafrika; außerdem war er Verbindungsmann zum Freiheitskomitee der Organisation für Afrikanische Einheit (OAU). 1968 wurde er zum Leiter der PAC-Mission für Europa und Amerika ernannt; während seiner Amtszeit ließ er in mehreren Ländern PAC-Büros eröffnen. 1975 wurde er schließlich permanenter Beobachter des PAC bei den Vereinten Nationen. Fortan warb er in der Bevölkerung der USA für den Kampf gegen die Apartheid. Er war das erste Mitglied der südafrikanischen Antiapartheid-Bewegung, das vor dem Weltsicherheitsrat sprach. 1975 rückte er in das Zentralkomitee des PAC auf und wurde PAC-Direktor für auswärtige Angelegenheiten. Er solidarisierte sich mit der Haltung des 1977 getöteten Steve Biko.
1979 beteiligte sich Sibeko in Tansania am Sturz des PAC-Vorsitzenden Potlako Leballo. Zusammen mit Vusumzi Make und Elias Ntloedibe bildete er ein Triumvirat. Kurz darauf wurde er jedoch von Angehörigen der PAC-Truppe Azanian People’s Liberation Army (APLA) in seiner Wohnung im Stadtteil Oyster Bay in Daressalam erschossen. Sibeko wurde in Gaborone beerdigt.
David Sibeko war mit Elizabeth Sibeko verheiratet, mit der er vier Kinder hatte.